# Изауријски рат
Изауријски рат је назив за устанак Изауријаца против власти византијског цара Анастасија I. Вођен је у периоду од 492. до 497. године и завршен је победом византијског цара. 

## Рат
Узроци Изауријског рата вуку корене у политици Анастасијевог претходника Лава I који је у Изаурији, сиромашној, брдовитој и забаченој земљи пронашао, не само драгоцен извор људства за царску војску већ и противтежу германским најамницима који су све више доминирали царском војском и тако претили да покопају Источно римско царство исто као што су покопали и Западно. Изауријци су брзо напредовали у редовима царске управе све док 474. године на престо није ступио изауријски генерал Зенон. Међутим, у Константинопољу, Изауријци су били омражени као необразовани и сирови варвари због чега су одмах након Зеноновог ступања на престо избијале демонстрације против изауријске власти. Након Зенонове смрти 491. године, народ је на Хиподрому демонстрацијама тражио "римског цара", устајући против Зеноновог брата Лонгина који се сматрао највероватнијим Зеноновим наследником. Те захтеве је послушала Зенонова удовица Аријадна која је удајом са Анастасијем омогућила мирно решавање сукоба. 
Анастасије је свој положај осигурао извршавајући чистку изауријских кадрова и продајући сву њихову имовину. Због тога Изауријци на челу са Лонгином 492. године дижу устанак. Придружио им се и изауријски генерал Лонгин од Кардале. Атанасије је на њих послао војску на челу са Јованом Скитом и Јованом Грбавцем (Флавије Јован) која устаницима наноси пораз у бици код Котиеја. Они се повлаче у Изаурију одакле 493. године воде борбе у Кападокији за град Клаудиополис. Од 494. до 497. године устаници успешно пружају отпор захваљујући опскрби из киликијске луке Антиохије коју је омогућио Лонгин од Селина. Дуготрајни рат је изморио Анастасија, али му истовремено и пружио прилику да 496. године свргне патријарха Еуфемија са којим је дошао у сукоб због својих мијафизичких уверења. Године 497. Јован Грбавац је заробио Лонгина од Селина, а потом и друге устаничке вође који су доведени у престоницу и присиљени да изведу проскинезу пред победничким царем. У част победе, Анастасије је саградио капију Халке, а песник Христодор је испевао данас изгубљени еп Изауријаца (Ἰσαυρικά). 